# Protoptilum
Protoptilum Kölliker, 1872 è un genere di ottocoralli dell'ordine Pennatulacea.

## Descrizione
Come tutti i membri della famiglia, il genere comprende specie coloniali con colonie a simmetria bilaterale, con polipi retrattili disposti in 1-3 serie longitudinali lungo il rachide centrale.

## Distribuzione e habitat
Il genere ha una distribuzione cosmopolita. Nel mar Mediterraneo è presente la specie Protoptilum carpenteri, rilevata nel mar Ionio e nelle isole Baleari

## Tassonomia
Comprende le seguenti sette specie alle quali se ne aggiungono altre due dubbie (Nomen dubium):
- Protoptilum carpenterii Kölliker, 1872
- Protoptilum celebense Hickson, 1916
- Protoptilum cyaneum Kükenthal, 1910
- Protoptilum denticulatum Jungersen, 1904
- Protoptilum nybakkeni Williams & Lipski, 2019
- Protoptilum smittii Kölliker, 1872
- Protoptilum thomsonii Kölliker, 1872

- Protoptilum orientale Nutting, 1912 (nomen dubium)
- Protoptilum wrighti Nutting, 1908 (nomen dubium)